# Гребінник колючий
Гребінниця колюча, або гребінник колючий(Cynosurus echinatus L.) – вид рослин роду гребінниця родини тонконогові (Poaceae). Видова назва походить від лат. echinatus — «колючий».

## Опис
Однорічна трав'яниста рослина. Стебла до 90 см, жолобчасті, голі. Волоть 1,5–5 см. Родючий колосок має ості до сантиметра завдовжки. Цвіте з квітня по липень.

## Поширення
Північна Африка: Алжир; Марокко; Туніс. Західна Азія: Кіпр; Іран; Ірак [пн-зх.]; Ізраїль; Ліван; Сирія; Туреччина; Індія [пн-зх.]. Кавказ: Вірменія; Азербайджан; Грузія; Росія — Дагестан. Європа: Словаччина; Молдова [центр]; Україна [вкл. Крим]; Албанія; Болгарія; Хорватія; Греція; Італія [вкл. Сардинія, Сицилія]; Румунія; Сербія; Словенія; Франція; Португалія [вкл. Мадейра]; Гібралтар; Іспанія [вкл. Балеарські острови, Канарські острови]. Натуралізований в деяких інших країнах (наприклад, США, Австралія, Чилі). Росте на луках.

### Галерея

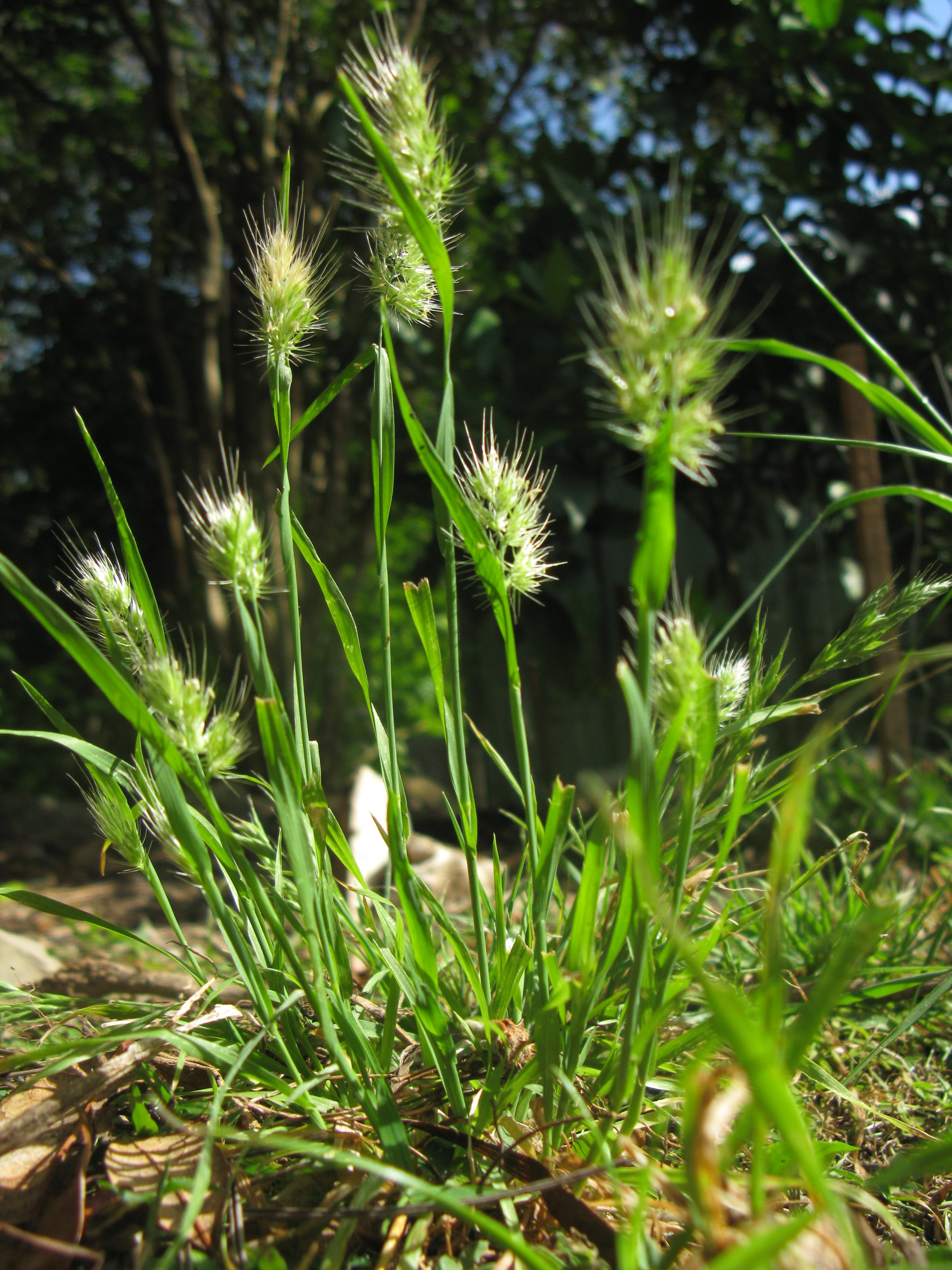
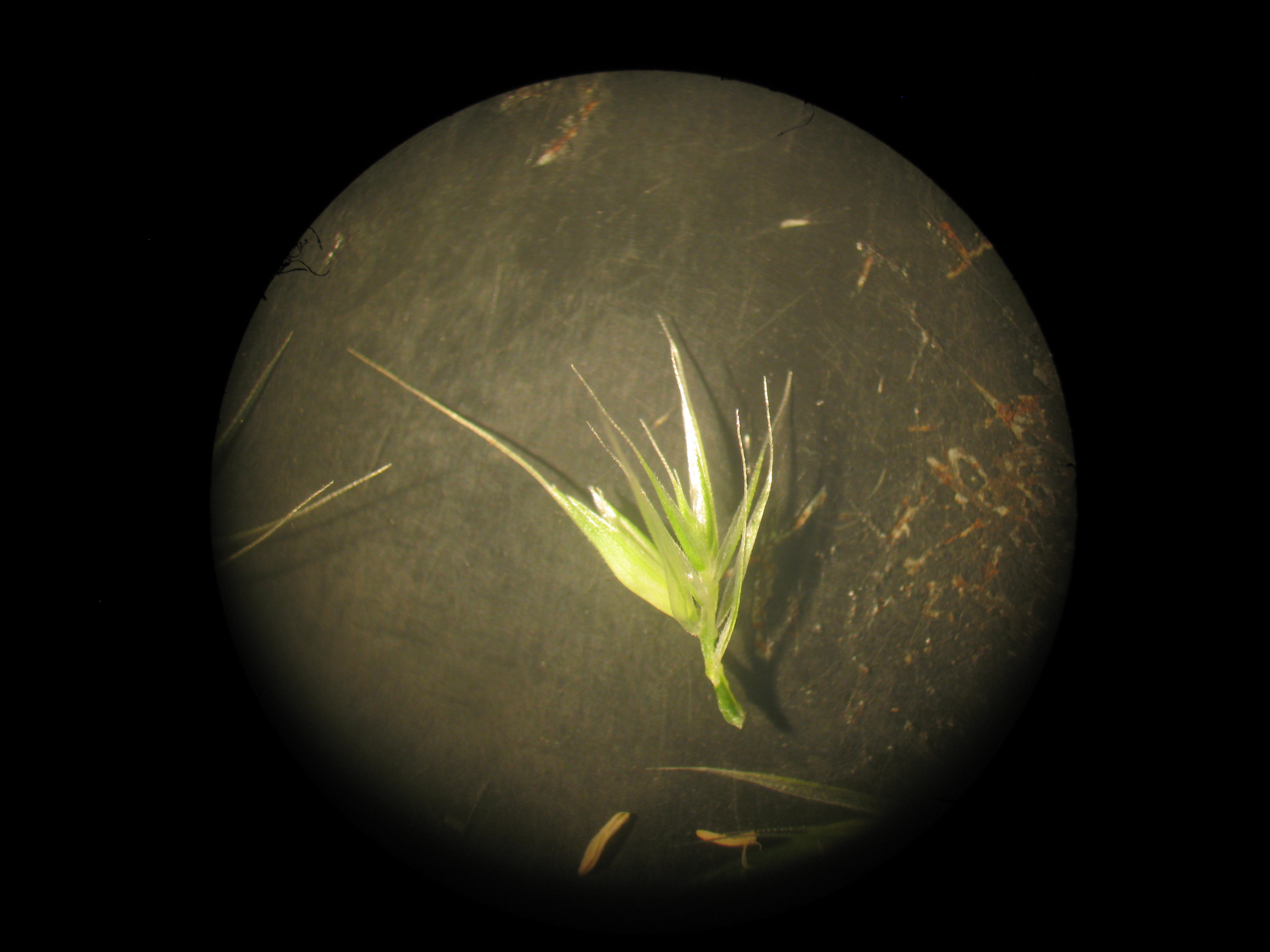
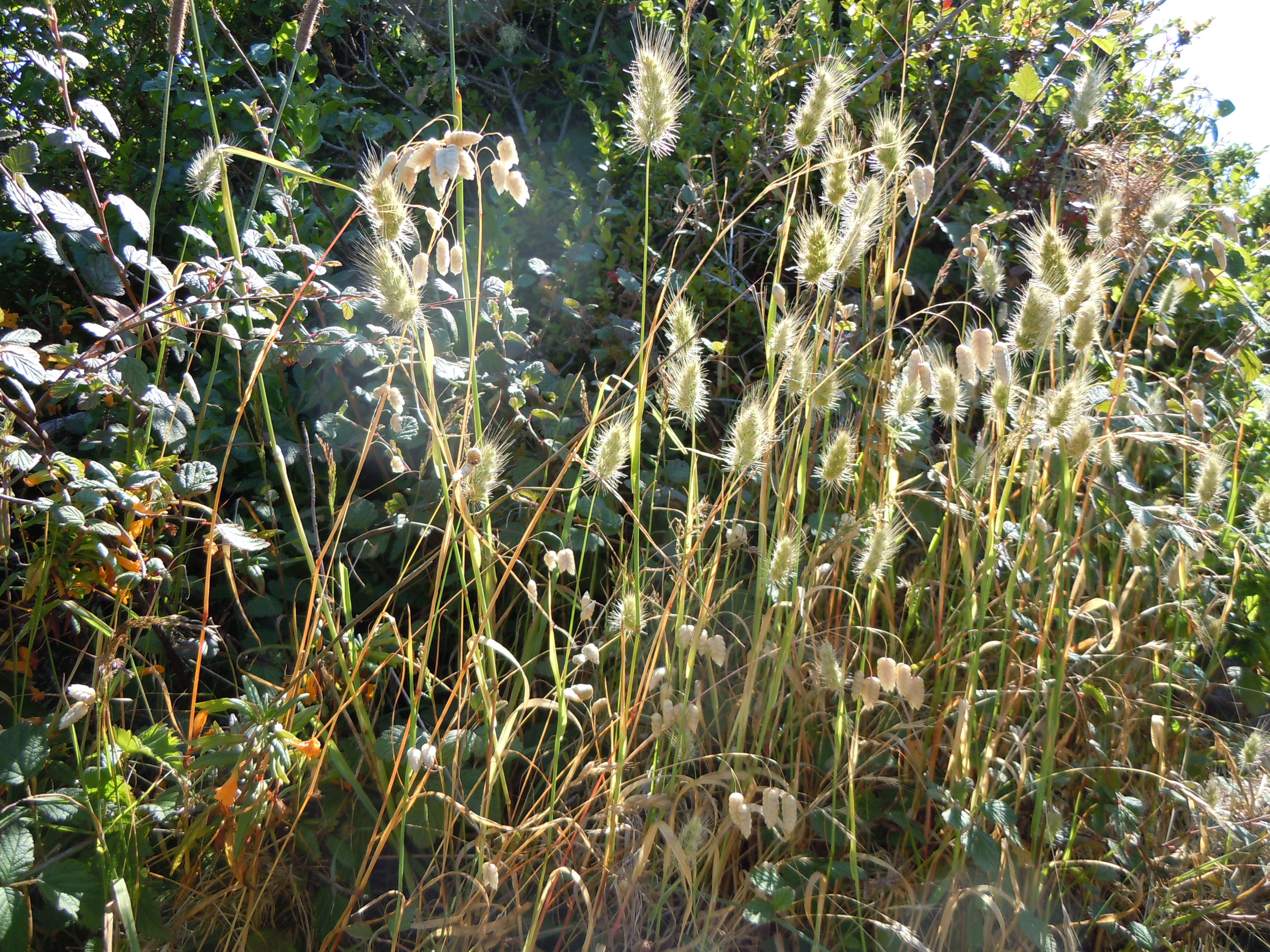
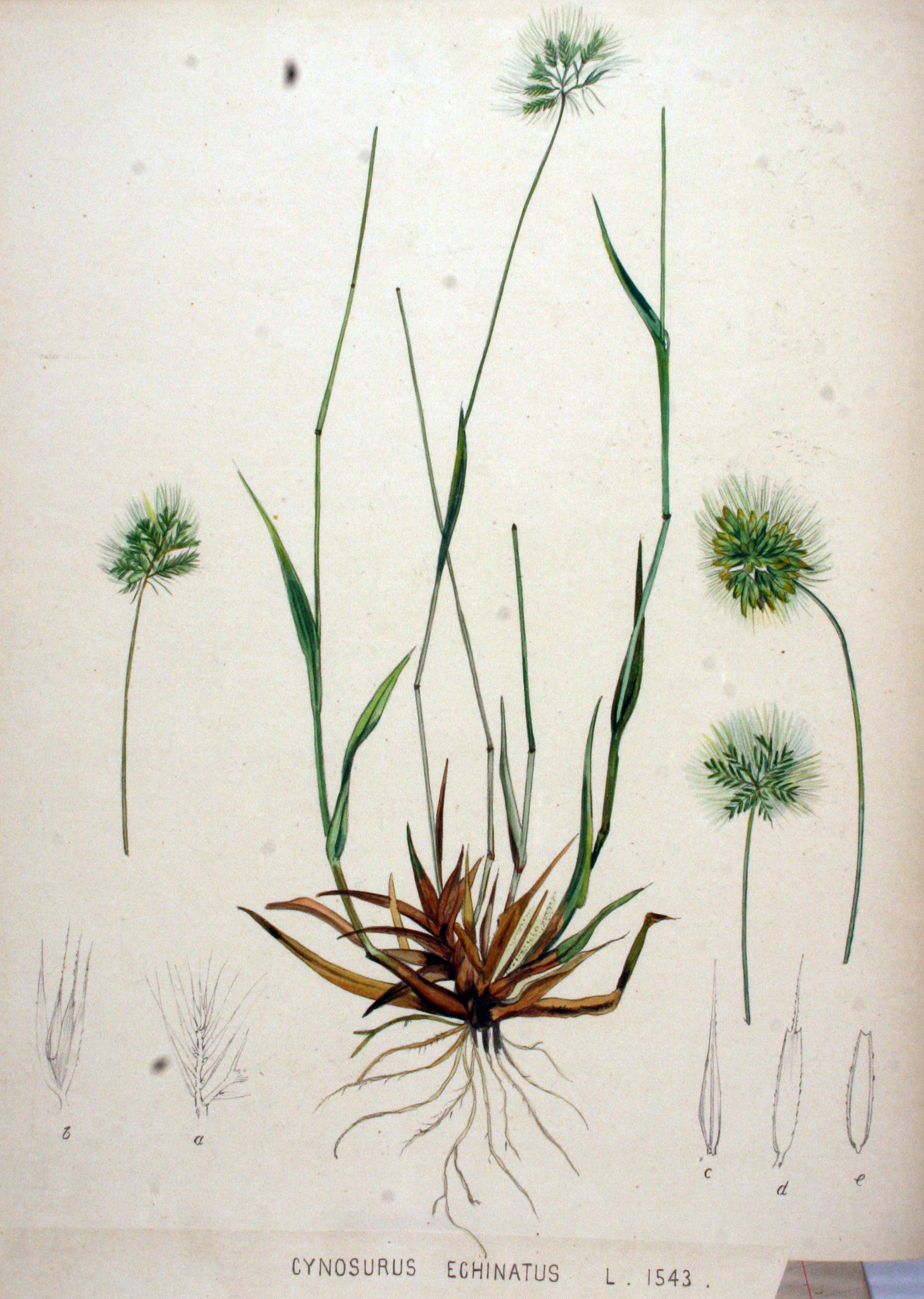